# 善入寺村
善入寺村（ぜんにゅうじむら）は、広島県豊田郡にあった村。現在の三原市の一部にあたる。

## 地理
- 河川：沼田川[1]
- 山岳：用倉山系

## 歴史
- 1889年（明治22年）4月1日、町村制の施行により、豊田郡善入寺村が単独で村制施行し、善入寺村が発足[1][2]。
- 1951年（昭和26年）4月1日、豊田郡下北方村、上北方村と合併し、北方村を新設して廃止された[1][2]。

### 地名の由来
寺院名が転化したもの。

## 産業
- 農業